# Саньнюйхэ (аэропорт)
Аэропорт Танша́нь-Саньнюйхэ́ (кит. упр. 唐山三女河机场), (ИАТА: TVS) — аэропорт совместного базирования, обслуживающий коммерческие авиаперевозки округа Таншань (провинция Хэбэй, Китайская Народная Республика). Расположен в 20 километрах от центра района Фэнжунь, вблизи деревни Саньнюйхэ.
Аэропорт был открыт 13 июля 2010 года.

## История базирования военной авиации
В период с декабря 1952 года по март 1953 года на аэродроме базировалась 20-я истребительная авиационная дивизия ПВО в составе двух полков:
- 57-й гвардейский истребительный авиационный Краснознаменный полк ПВО на самолетах МиГ-15;
- 180-й гвардейский истребительный авиационный Сталинградский Краснознаменный полк ПВО на самолетах МиГ-15.

В рамках соглашения с правительством Китая дивизия обеспечивала противовоздушную оборону северо-восточной части Китая для отражения налетов авиации Гоминьдана.